# C't
c't – Magazin für Computertechnik（コンピュータ技術雑誌）とはドイツのコンピュータ雑誌である。ハインツ・ハイス・パブリッシング・ハウスが発行しており、当初はエレクトロニクス雑誌Elradの特別号だったが、1983年12月に月刊雑誌として売りだされ、1997年10月より隔週となった。オランダ版もあり月刊で発行されている。
ドイツ語コンピュータ雑誌として2番目の規模を誇っており2011年は約315,000部を売り上げた。購読契約者も241,000人で欧州のコンピュータ雑誌では最大の購読契約者数である。
c'tはハードウェア、ソフトウェア両方扱っており中心はMicrosoft Windowsだが、LinuxやAppleの話題も定期的に扱っている。
多数あるプロジェクトの1つとしてc'tが始めたのがオフラインアップデートで、Microsoft Updateをダウンロードするためのスクリプトをセットし、インストールスクリプトを組み込んでCDイメージを作成することで、オフラインアップデートをCDかDVDに焼くと、Windows 2000/XP/Vista、Microsoft Office 2003/2007をインターネット接続無しでアップデートできる。これはインターネット環境が無い、もしくは速度が遅い、インターネットに脆弱なシステムを晒したくない人たちに特に有用である。
姉妹雑誌であるiXはITプロフェッショナル向けの話題を扱っている。

## 話題
この雑誌が幅広く知られるようになったのは1995年でSoftRAMを批評した時である。ショートテストで「プラシーボソフトウェア」と評した。ソフトウェアのドイツ担当ディストリビューターはこの評価が載った雑誌の発行停止を求めて提訴したが、c'tは徹底的なテストで追及し、このソフトウェアはシステムの統計に関する虚偽情報を出すだけで他には事実上影響を与えないことを証明した。